# Can Fischer

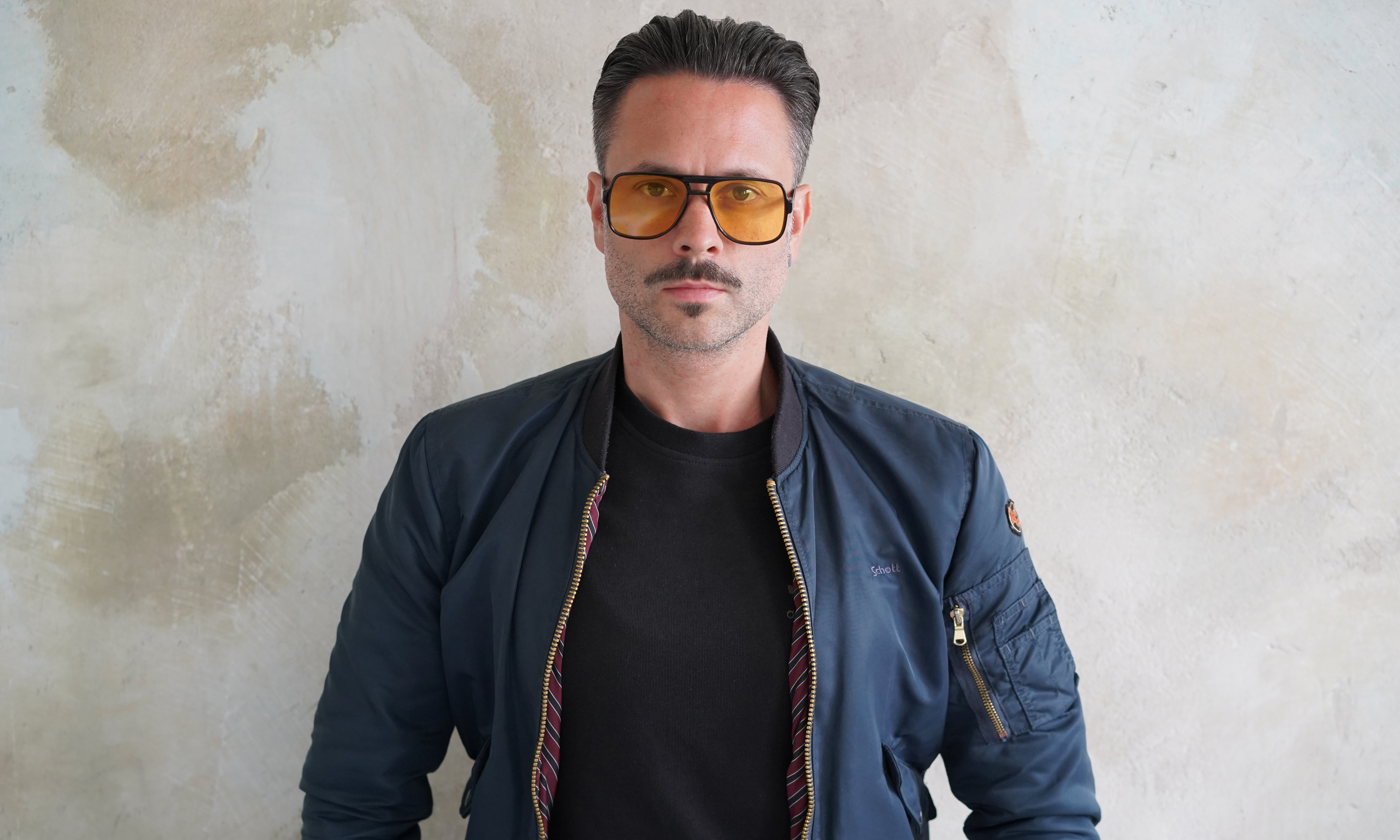
Can Fischer 2021

Can Fischer  (* 13. Mai 1984 in Bielefeld) ist ein deutscher Kulturmanager, Schauspieler, Regisseur, Autor und Musiker. Er war u. a. stellvertretender Theaterleiter am Theater des Westens in Berlin, stellv. Intendant und Künstlerischer Leiter an der Kammeroper Köln, Mitglied der Studiengangsleitung an der Universität der Künste Berlin (Studiengänge Gesang/Musiktheater) sowie Künstlerischer Leiter am Jugendkulturzentrum Pumpe.

## Leben und Wirken
Can Fischer hat deutsch-türkische Wurzeln. Er arbeitete zunächst als Aufnahmeleiter beim Fernsehen, danach absolvierte er ab 2005 ein Schauspielstudium in Berlin. Von 2008 bis 2011 war er Schauspieler am Stadttheater Bielefeld, von 2011 bis 2016 im künstlerischen Betriebsbüro des Maxim Gorki Theater in Berlin tätig. Regiearbeiten entstehen während dieser Zeit u. a. auch an der Volksbühne (Roter Salon) in Berlin und in der freien Szene. 2009 gründete er zusammen mit Lissy Pernthaler den „Kreaturen Verbund“, unter dem Label entstehen zahlreiche Arbeiten des zeitgenössischen Theaters. 2010 wird das Kollektiv „Kreaturen Verbund“ als „Deutschlands Kreativ- und Kulturpiloten“ nominiert.
Darüber hinaus ist Fischer Autor von zahlreichen Theaterstücken und Bühnenadaptionen. Seit 2019 wird er als Autor vom Hartmann & Stauffacher Verlag Köln vertreten, seit 2012 ist er mit dem Theaterstück Homevideo im Verlag der Autoren vertreten. 2014 wurde er für den JugendStückePreis auf dem Heidelberger Stückemarkt nominiert und veröffentlichte in der Anthologie Spielplatz 27: Fünf Theaterstücke über Mobbing. Die Bühnenfassung von Homevideo wurde ab 2012 an Theatern in Deutschland, der Schweiz und in Tschechien gezeigt, u. a. am Residenztheater München, Theater Kanton Zürich, Theater Regensburg, Theater Baden-Baden und dem Stadttheater Most (CZ). 2015 wurde sein Stück Zart unter der Regie von Holger Müller-Brandes uraufgeführt. 2016 entstand die Stückfassung von Ich will kein Kleid mehr tragen mit frühen Texten von Rosa v. Praunheim an der Volksbühne (Roter Salon) in Berlin. 2019 wird er Mitglied des in Berlin ansässigen elektronischen Musikprojekts Orbital Gloom. Im selbigen Jahr gründete er außerdem das Label Oud Rooms.

## Theater (Auswahl)

### Regisseur
- 2020 Dein Leben gehört mir (Tvůj život patří mně) Theaterthriller nach dem gleichnamigen Drehbuch von Kristin Derfler, Stadttheater Most (Městské divadlo v Mostě), Tschechien
- 2018 Für mich soll's rote Rosen regnen Buch von James Edward Lyons / Musik & Arrangements von William Ward Murta, Kammeroper Köln
- 2016 Ich will kein Kleid mehr tragen Frühe Texte von Rosa von Praunheim, in einer Fassung von Can Fischer, Volksbühne Berlin (Roter Salon) Berlin
- 2012 Voltaire Rousseau von Jean-François Prévand, Volksbühne Berlin (Roter Salon) Berlin
- 2011 Volksmund von Lissy Pernthaler und Can Fischer, Lettrétage Berlin

### Schauspieler (Auswahl)
- 2014/2015 Joe May in Traumfabrik (Uraufführung) von Simone Kucher, Regie: Holger Müller-Brandes, Theater in der Brotfabrik Berlin
- 2012 Schwertwal in Das Alter Welt Unterwasseroper von Susanne Stelzenbach, Regie: Holger Müller-Brandes, Musikalische Leitung: Susanne Stelzenbach, Baerwaldbad Berlin
- 2011 Zahlmeister in Anything goes von Cole Porter, Regie: Roland Hüve, Musikalische Leitung: William Ward Murta, Stadttheater Bielefeld
- 2010 Ludo in Zweiohrküken (Uraufführung) von Gunnar Dreßler nach dem Drehbuch von Til Schweiger, Anika Decker, Regie: Gunnar Dreßler, Tribuene Berlin
- 2010 Edgar in Schlachten/Tanten/Grausamkeiten, Regie: Birgit Kronshage, Stadttheater Bielefeld
- 2010 Michael in Vernissage von Václav Havel, Regie: Nico Nothnagel, Kleisthaus Berlin
- 2009 Borka in Ronja Räubertochter, von Astrid Lindgren, Regie: Roland Hüve, Stadttheater Bielefeld
- 2008 Alex in Lenin's Schuh von Saviana Stanescu, Regie: Roland Hüve, Stadttheater Bielefeld
- 2007 Der Mann in Winter von Jon Fosse, Regie: Nico Nothnagel, Gastspiele an Theatern im In- und Ausland – u. a. in Berlin, Hamburg, Paris und Wien
- 2007 Eugene in Brooklyn Memoiren von Neil Simon, Regie: Valentin Plătăreanu, Studiotheater Charlottenburg
- 2007 Gérard in Hase Hase von Coline Serreau, Regie: Valentin Plătăreanu, Studiotheater Charlottenburg
- 2007 Adolf Hitler in Wahnfried 23 (Uraufführung) von Nick Kolarz, Regie: Klaus Gaida, Theaterdock Berlin

## Autor (Auswahl)
- 2023 Carmen Oper von Georges Bizet, Libretto von Can Fischer, nach Henri Meilhac, Ludovic Halévy und der Novelle von Prosper Mérimée
- 2019 Dein Leben gehört mir Theaterthriller nach dem gleichnamigen Drehbuch von Kristin Derfler
- 2019 Brüder Theaterstück nach der gleichnamigen Drehbuchvorlage von Kristin Derfler
- 2015 Ich will kein Kleid mehr tragen Frühe Texte von Rosa von Praunheim, in einer Fassung von Can Fischer
- 2014 Die Jungs vom Bahnhof Zoo Theatertext nach dem gleichnamigen Film von Rosa von Praunheim
- 2012 Homevideo Schauspiel nach dem gleichnamigen Film von Jan Braren
- 2011 DirtyPlay Schauspiel
- 2009 Psychotraumatologie Schauspiel
- 2009 Schlaf Kind, schlaf Schauspiel
- 2008 Volksmund Schauspiel (zusammen mit Lissy Pernthaler)
- 2008 Zart eine Handlung

## Nominierungen
- 2014 auf dem Heidelberger Stückemarkt 2014 – JugendStückePreis für das Stück Homevideo
- 2011 auf den Bozner Autorentagen 2011 für das Stück Volksmund
- 2010 als „Deutschlands Kultur- und Kreativpiloten“ 2010 für den Kreaturen Verbund